# Plotia de exulibus
Lex Plotia de exulibus ('llei Plòcia dels desterrats') va ser una antiga llei romana proposada per un tribú de la plebs de nom Ploci. Permetia tornar a la ciutat de Roma als partidaris de Lèpid que s'havien unit a Sertori, el cap popular.